# Hans-Joachim Fuchtel

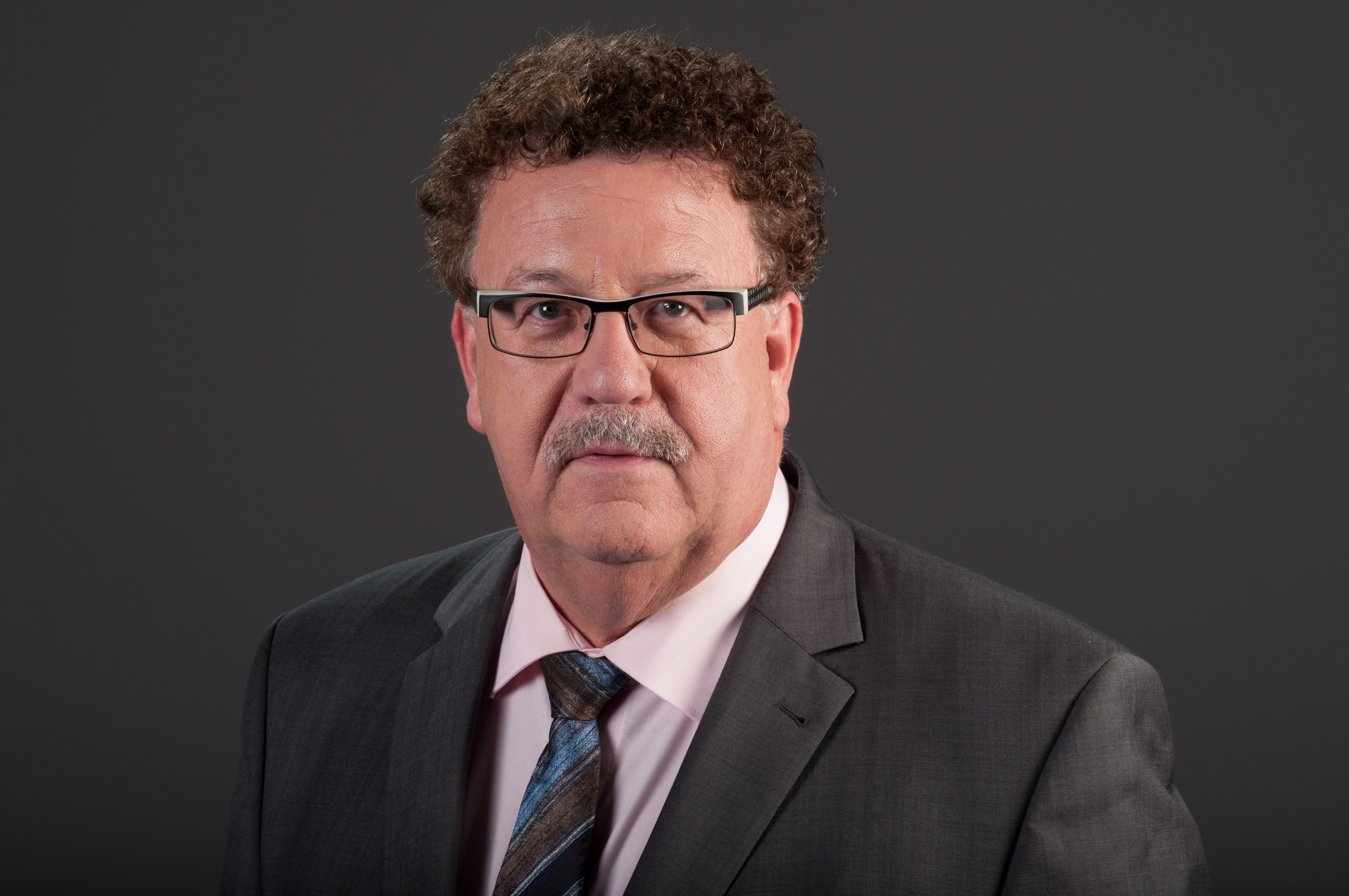
Hans-Joachim Fuchtel (2014)

Hans-Joachim Fuchtel (* 13. Februar 1952 in Sulz am Neckar) ist ein deutscher Politiker (CDU). Von 1987 bis 2021 war er Mitglied des Deutschen Bundestages und von 2009 bis 2021 Parlamentarischer Staatssekretär. Im Kabinett Merkel IV war er von 2018 bis 2021 Parlamentarischer Staatssekretär bei der Bundesministerin für Ernährung und Landwirtschaft. Von Herbst 2011 bis Mai 2018 war Fuchtel Beauftragter der Bundeskanzlerin für Griechenland.

## Leben und Beruf
Nach dem Abitur in Nagold absolvierte Fuchtel ein Studium der Rechts- und Wirtschaftswissenschaften an der Eberhard-Karls-Universität Tübingen, welches er mit dem ersten juristischen Staatsexamen beendete. Nach Ableistung des Referendariats legte er 1980 auch das zweite Staatsexamen ab und trat anschließend in den Höheren Dienst des Landes Baden-Württemberg ein. 1986 wurde er als Parlamentsrat zur CDU-Landtagsfraktion abgeordnet. Seit 1992 ist er als Rechtsanwalt zugelassen. Fuchtel gehörte dem Verwaltungsrat der Sparkasse Pforzheim Calw an.  Er gab dieses Mandat – wie auch andere Ämter – auf, nachdem er im Herbst 2009 als Parlamentarischer Staatssekretär ein Regierungsamt antrat. Seit seinem Ausscheiden aus der aktiven Politik ist er als Berater für den Generaldirektor der Organisation der Vereinten Nationen für industrielle Entwicklung Gerd Müller tätig.
Hans-Joachim Fuchtel ist geschieden und hat vier Kinder. Er ist evangelisch-lutherischer Konfession.

## Politische Arbeit
Hans-Joachim Fuchtel trat 1968 in die Junge Union (JU) ein und war von 1969 bis 1974 Vorsitzender des JU-Kreisverbandes Calw. Von 1974 bis 1979 gehörte er dem JU-Deutschlandrat und von 1979 bis 1982 dem Landesvorstand der JU Baden-Württemberg an. Fuchtel war außerdem von 1973 bis 1987 stellvertretender Vorsitzender des CDU-Kreisverbandes Calw.

### Abgeordneter
Hans-Joachim Fuchtel gehörte von 1975 bis 1987 dem Stadtrat von Altensteig an und war von   1979 bis Oktober 2009 Mitglied des Kreistages des Landkreises Calw.
Von 1987 bis 2021 war er Mitglied des Deutschen Bundestages. Hier war er seit 2002 stellvertretender Vorsitzender des Rechnungsprüfungsausschusses des Haushaltsausschusses und seit Januar 2006 Beisitzer im Vorstand der CDU/CSU-Bundestagsfraktion. Fuchtel amtierte bis Oktober 2009 als Obmann der Schriftführer des Parlaments. Bei der Wiederwahl von Bundespräsident Horst Köhler am 22. Mai 2009 war er Obmann der auszählenden Schriftführer.
Fuchtel zog stets als direkt gewählter Abgeordneter des Wahlkreises Calw in den Bundestag ein, in dem seit 2009 Saskia Esken für die SPD gegen ihn antrat und jeweils Zweite wurde. Bei der Bundestagswahl 2013 erreichte er 58,5 % der Erststimmen, 2017 waren es bei der bisher letzten Bundestagswahl noch 43,3 %.
Im Mai 2020 kündigte er an, bei der Wahl zum 20. Deutschen Bundestag nicht erneut kandidieren zu wollen.

### Mitgliedschaften
Fuchtel ist Mitglied der überparteilichen Europa-Union Deutschland, die sich für ein föderales Europa und den europäischen Einigungsprozess einsetzt.

### Parlamentarischer Staatssekretär
Hans-Joachim Fuchtel wurde in der im Oktober 2009 gebildeten schwarz-gelben Bundesregierung unter Angela Merkel (CDU) einer der beiden Parlamentarischen Staatssekretäre bei der Bundesministerin für Arbeit und Soziales, Ursula von der Leyen. Nach Bildung der Bundesregierung der großen Koalition im Dezember 2013 wechselte Fuchtel als Parlamentarischer Staatssekretär zum Bundesminister für wirtschaftliche Zusammenarbeit und Entwicklung. Während dieser Zeit war er zudem Aufsichtsratsvorsitzender der Deutschen Investitions- und Entwicklungsgesellschaft, einer Tochtergesellschaft der KfW, die Projekte in Entwicklungsländern unterstützt. Darüber hinaus vertrat er die deutsche Regierung in den Verwaltungsräten der Asiatischen Entwicklungsbank und der Interamerikanischen Entwicklungsbank.
Bei der Neubildung des Kabinett Merkel IV 2018 wechselte er als Parlamentarischer Staatssekretär zur Bundesministerin für Ernährung und Landwirtschaft. Dieses Amt hatte er bis zum 8. Dezember 2021 inne.

### Griechenland-Beauftragter
Im November 2011 wurde Hans-Joachim Fuchtel von Bundeskanzlerin Angela Merkel zum Beauftragten für die Deutsch-Griechische Versammlung ernannt. Die Deutsch-Griechische Versammlung soll die deutsch-griechische Zusammenarbeit auf kommunaler Ebene fördern. Im Mai 2018 folgte ihm der Abgeordnete Norbert Barthle in diesem Amt.
Neben dem Aufbau vieler Partnerschaften auf kommunaler Ebene vermittelte Fuchtel 2016 die Ansiedlung einer neuen Bank in Griechenland, der auf die Finanzierung mittelständischer Unternehmen spezialisierten ProCredit Bank in Thessaloniki.
Im November 2012 erregte Fuchtel in Thessaloniki mit der Aussage, 1.000 deutsche Arbeitnehmer leisteten die Arbeit von 3.000 Griechen, vor dem Hintergrund bevorstehender Entlassungen im kommunalen Bereich den Zorn griechischer kommunaler Angestellter. Es kam zu Zusammenstößen von Bediensteten der Kommunen mit der Polizei und zu Angriffen auf Mitglieder der deutschen Delegation, darunter den deutschen Konsul in Thessaloniki. In griechischen Medien wurde Fuchtel damals als „Merkels Gauleiter“ bezeichnet. Andererseits wurde ihm in Griechenland der Spitzname „Fuchtelos“ (mit einer griechischen Endung) zuteil, ähnlich wie bei „Rehakles“ für Fußballtrainer Otto Rehhagel.

## Gesellschaftliches Engagement
Hans-Joachim Fuchtel war von 1998 bis März 2010 Präsident der THW-Bundesvereinigung e. V. und gehört dem Vorstand des Vereins Helfende Hände e. V. an. Zudem ist er Vorstandsmitglied im Forum Burg Liebenzell, den Besitzern der Burg Liebenzell. Im Jahr 2009 engagierte er sich für die Aktion „Für Freiheit und Selbstbestimmung – gegen totalitäre Bestrebungen der Lesben- und Schwulenverbände“  anlässlich des 6. Internationalen Kongresses für Psychiatrie und Seelsorge in Marburg. Fuchtel stimmte 1997 im Bundestag in namentlicher Abstimmung gegen die Änderung des Strafgesetzbuchs, durch die Vergewaltigung in der Ehe zum Straftatbestand erklärt wurde.

## Auszeichnungen
- 2005 Ehrenzeichen des Technischen Hilfswerks in Gold
- 2007 Bundesverdienstkreuz am Bande